# Asagiri
Asagiri (jap. あさぎり町 Asagiri-chō) – miasto w Japonii, na wyspie Kiusiu, w prefekturze Kumamoto. Według danych na rok 2020 miejscowość zamieszkiwało 14 676 mieszkańców , a gęstość zaludnienia wyniosła 92 os./km².